# Richard P. Marvin

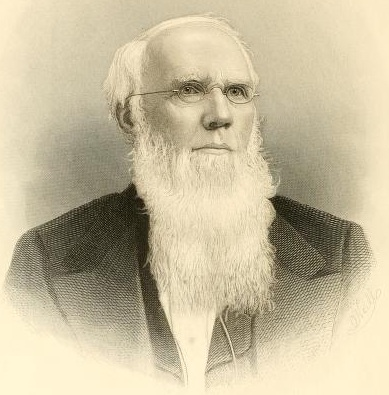
Richard Pratt Marvin

Richard Pratt Marvin (* 23. Dezember 1803 in Fairfield, Herkimer County, New York; † 11. Januar 1892 in Jamestown, New York) war ein US-amerikanischer Politiker. Zwischen 1837 und 1841 vertrat er den Bundesstaat New York im US-Repräsentantenhaus.

## Werdegang
Im Jahr 1809 zog Richard Marvin mit seinen Eltern nach Dryden, wo er die öffentlichen Schulen besuchte. Nach einem anschließenden Jurastudium und seiner 1829 erfolgten Zulassung als Rechtsanwalt begann er in Jamestown in diesem Beruf zu arbeiten. Gleichzeitig schlug er als Mitglied der Whig Party eine politische Laufbahn ein. In den Jahren 1836 und 1837 saß er als Abgeordneter in der New York State Assembly.
Bei den Kongresswahlen des Jahres 1836 wurde Marvin im 31. Wahlbezirk von New York in das US-Repräsentantenhaus in Washington, D.C. gewählt, wo er am 4. März 1837 die Nachfolge von Abner Hazeltine antrat. Nach einer Wiederwahl konnte er bis zum 3. März 1841 zwei Legislaturperioden im Kongress absolvieren. Ab 1839 war er Vorsitzender des Ausschusses zur Kontrolle der Ausgaben des Postministeriums.
1840 verzichtete Richard Marvin auf eine weitere Kongresskandidatur. Im Jahr 1846 nahm er als Delegierter an einem Verfassungskonvent seines Staates teil; von 1847 bis 1871 war er Richter im achten Gerichtsbezirk von New York. Anschließend praktizierte er wieder als Anwalt. Er starb am 11. Januar 1892 in Jamestown.